# Earthtone9
earthtone9 est un groupe de metal alternatif britannique, originaire de Nottingham, en Grande-Bretagne. La formation du groupe (celle de leurs productions majeures) est constituée de Karl Middleton à la voix, Owen « Oz » Packard et Joe Roberts à la guitare, Graeme Watts à la basse et Simon Hutchby à la batterie (ce dernier s’est fait remplacer par Alex Baker pour lors de l’enregistrement du maxi Omega).

## Biographie

### Premiers temps (1998–2002)

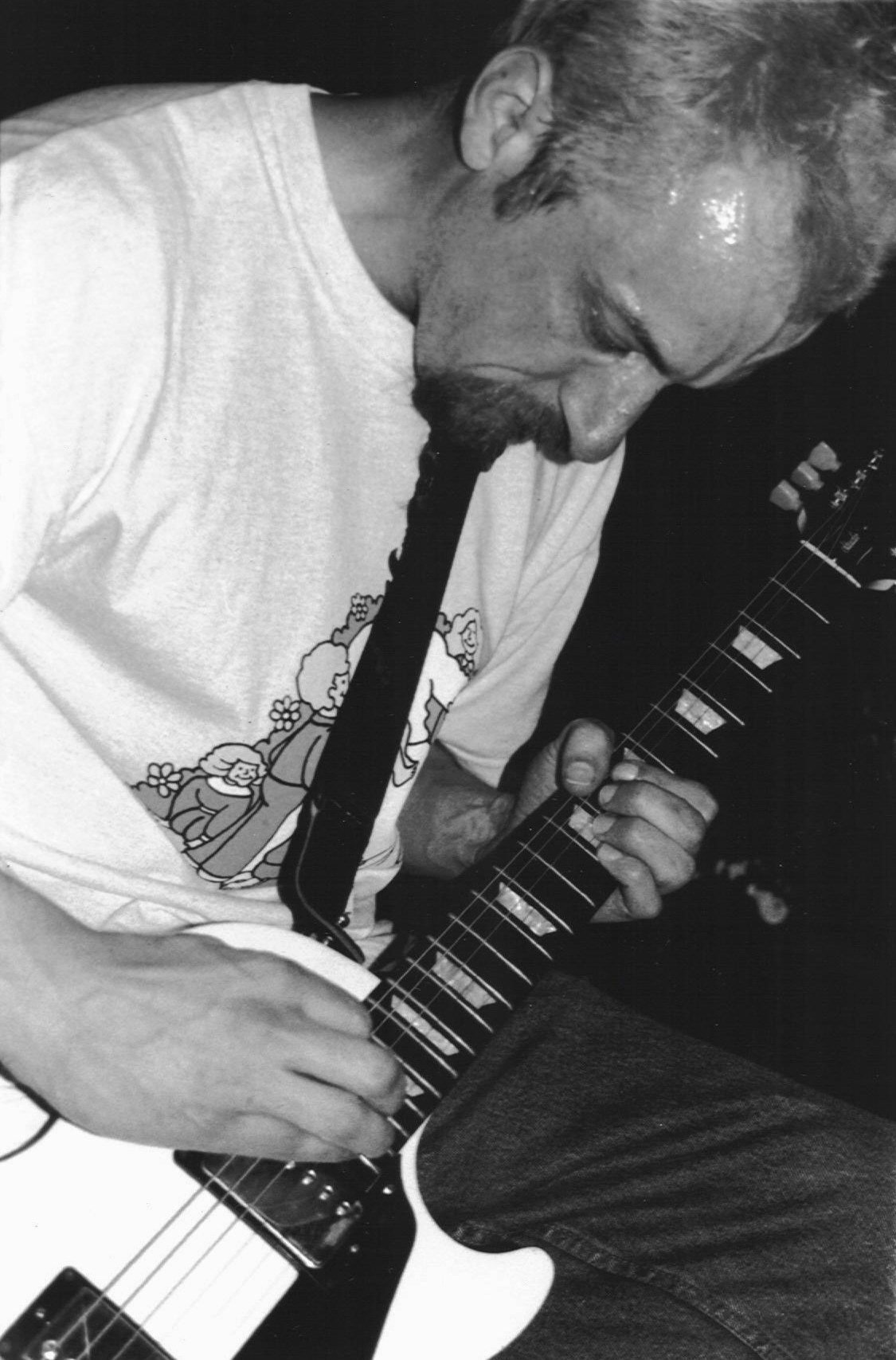
Joe Roberts en 2002.

Joe Roberts, Owen Packard et Graeme Watts étaient, au début des années 1990, membres d'un groupe appelé Warp Spasm, plus tard rebaptisé Blastcage. À l'arrivée de Karl Middleton et Simon Hutchby pour remplacer le batteur et le chanteur, le groupe est formé en 1996 et se baptise earthtone9. 
Signé sur le label Copro Records in 1998, le premier album du groupe s’intitule lo-def(inition) discord et est constitué de leurs trois démos et de quelques nouvelles chansons. Bien que leur album sonne comme l’un des plus cognant de la scène metal underground de Grande-Bretagne, l’album est produit avec un budget de 500 £ seulement. Leurs compositions dures et bruyantes attirent rapidement l’attention de la presse rock britannique, avec des articles élogieux dans les magazines Terrorizer et Metal Hammer ainsi que l'attribution d'une note de cinq étoiles pour leur disque dans le très influent magazine rock  Kerrang!.
Après de longues tournées, Off Kilter Enhancement -leur deuxième album- sort en 1999. En dépit de critiques élogieuses, la reconnaissance commerciale est limitée. Le groupe dispose néanmoins de plus de temps et d’argent. C’est à ce moment que le son classique et cristallin d’Earthtone9, constitué d'un metal dur inspiré des groupes Helmet et Neurosis, associé à des passages calmes, avec une dynamique et des arrangements à la méthode Tool sans oublier des titres de chansons et des paroles énigmatiques, prend toute son ampleur.
À peine quelques années plus tard et à la suite du départ du bassiste Graeme Watts, le groupe délivre son dernier album, considéré pour beaucoup comme l’un des meilleurs du metal britannique. arc'tan'gent est décrit par le groupe comme étant leur première production réalisée dans la bonne humeur et pour laquelle, les membres du groupes n’ont pas dû enregistrer en toute hâte.
Dans l’espoir de développer leurs ventes en Amérique, et espérant surfer sur la vague nu metal sur laquelle se focalisent les radios américaines, Earthtone9 -armé de ses productions soignées-  tentent d’y percer. Mais en raison d’une distribution trop faible de leurs albums, leur projet de percer outre-Atlantique tombe à l’eau.
Après avoir lutté de nombreuses années, le groupe perd Hutchby et se sépare en début d’année 2002. À la suite de leur tournée d’adieu et d'un très grand nombre de démos rejetées, le groupe sort le maxi  Omega, qui tend vers des horizons plus mélodiques. En 2004 sort hi-point (rem), qui s’avère être un réarrangement de leur maxi cd hi-point sorti en 2000. Tous les membres du groupe poursuivent leur carrière dans des groupes, notamment Karl Middleton qui a rejoint le groupe hardcore The Blueprint. Karl Middleton et Simon Hutchby font actuellement partie du groupe Twin Zero. Karl Middleton apparaît comme invité à la voix dans le titre 'Alpha Signal Three', un morceau figurant dans le second album 'Very Fast Very Dangerous' du groupe de rock britannique Reuben. Owen Packard joue de la guitare dans l’album This is Menace album dans le titre No End in Sight.

### Retour (depuis 2010)

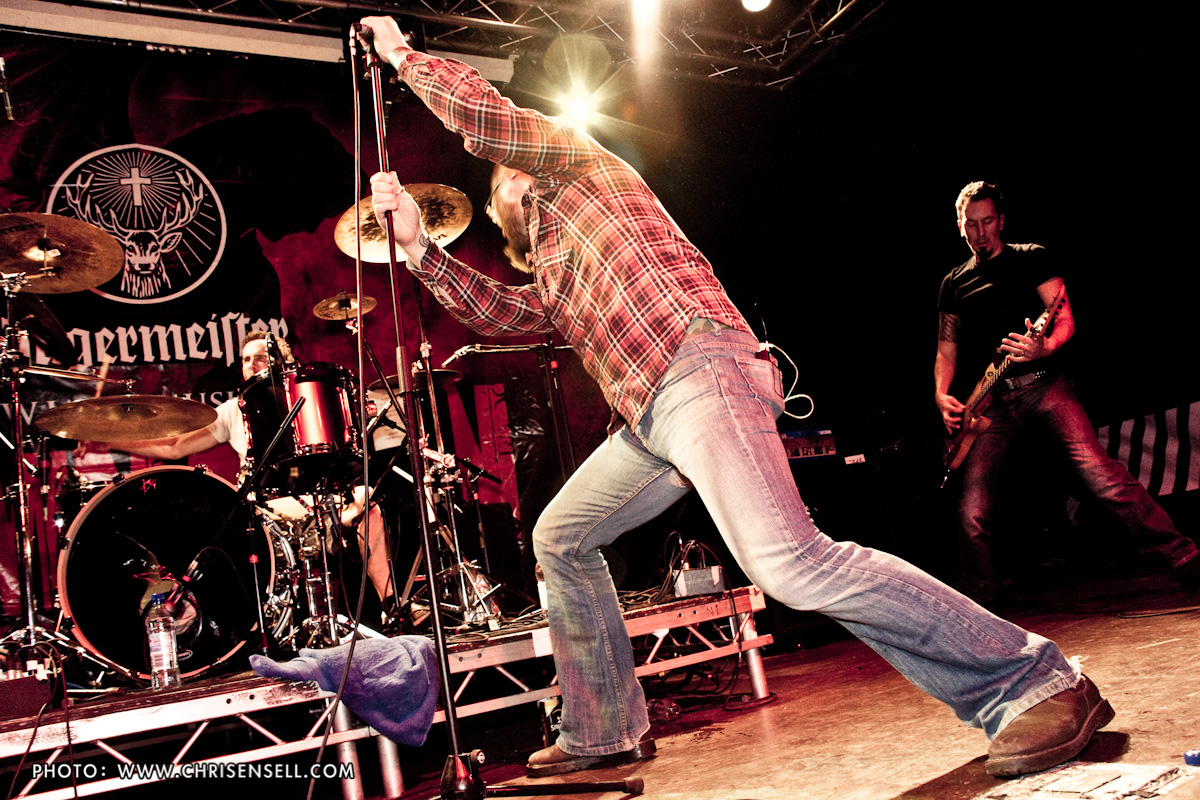
earthtone9 au Damnation Festival à Leeds, en 2010.

Après l'annonce d'un best-of en mi-mai 2010, des rumeurs courent selon lesquelles earthtone9 se serait reformé. Ses rumeurs s'avérant vraies, le groupe annonce un concert spécial pour fêter les dix années d'existence de leur album arc'tan'gent. Ils publient ensuite la compilation Inside, Embers Glow... A Collection of Earthtone9's Aural Communiqués 1998-2002 en juillet suivie par des apparitions aux festivals Sonisphere, en novembre, et au Damnation Festival à l'University of Leeds.
En 2011, l'activité du groupe se fait ressentir. En février 2011, ils participent à une tournée britannique avec The Ocean, Maybeshewill et Humanfly. En 2012, Joe Roberts et Dave Anderson décident, pour des raisons de temps, hors de earthtone9.

## Style musical
Le guitariste Joe Roberts explique s'inspirer de groupes comme Alice in Chains, Carcass, Faith No More, Helmet, Metallica, Monster Magnet et The Police. Leur style musical se caractérise par un changement constant de l'humeur dans les chansons et albums individuels,. La presse spécialisée félicite surtout earthtone9 pour sa créativité, son innovation,, et sa variété musicale.

## Discographie

### Albums studio
- 1998 : lo-def(inition) discord
- 1999 : off kilter enhancement
- 2000 : arc'tan'gent
- 2013 : IV
- 2024 : In Resonance Nexus

### EPs
- 2000 : hi-point
- 2002 : omega
- 2004 : hi-point (rem)
- 2011 : For Cause and Consequence

### Album live
- 2012 : live from london garage

### Compilation
- 2010 : Inside, Embers Glow... A Collection Of Earthtone9's Aural Communiqués 1998-2002

### Vidéo
- 2011 : live from london garage'

## Musikclips
- tat twam asi[13]
- evil crawling i (2010)
- tide of ambition (2011)

## Membres

### Membres actuels
- Karl Middleton – chant (1998–2002, depuis 2010)
- Owen Packard – guitare (1998–2002, depuis 2010)
- Joe Roberts – guitare (1998–1999, 1999–2002, depuis 2010)
- Gez Walton – guitare (depuis 2012)
- Russ Stedman – basse (depuis 2010)
- Simon Hutchby – batterie (1998–2001, depuis 2010)

### Anciens membres
- Dave Anderson – basse  (2000–2002, 2010–2012)
- Alex Baker – batterie (2001–2002)
- Richie Mills – batterie (2001)
- Jamie Floate – basse (2000)
- Graeme Watts – basse (1998–2000)
- Simon Johnson – guitare (1999)
- Justin Greaves – batterie (1998)